# Schottengymnasium
Schottengymnasium (que en alemán quiere decir: Colegio Escocés; oficialmente Öffentliches Schottengymnasium der Benediktiner en Wien) es una institución educativa privada católica con carácter público localizada en el primer distrito de la ciudad de Viena, la capital del país europeo de Austria. La escuela fue fundada en 1807 por decreto imperial, y es considerada una de las más prestigiosas escuelas de niños en Austria. Algunos alumnos de la escuela que se han destacado incluyen tres laureados con el nobel, además de muchos políticos notables, artistas y científicos. Entre los primeros, se encuentran los austríacos Karl von Frisch y Konrad Lorenz, galardonados con el Premio Nobel de Medicina y Fisiología en 1974. 